# Eduard Hlawitschka
Eduard Hlawitschka (Velemín, 8 novembre 1928) è uno storico tedesco.
È specializzato nella storia dell'alto e pieno Medioevo.

## Biografia
Eduard Hlawitschka è figlio di un agricoltore (in seguito macchinista) ed ha studiato presso le università di Rostock, Lipsia e Friburgo in Brisgovia. Ha conseguito il dottorato con Gerd Tellenbach a Friburgo nel 1956. Era un membro del "Freiburger Arbeitskreises" sulla ricerca personale medievale fondata da Tellenbach. Dal 1961 fu assistente di ricerca presso l'Università di Saarbrücken, dove ha completato la sua abilitazione nel 1966 con Ludwig Buisson ed Eugen Meyer con la tesi Lotharingien und das Reich an der Schwelle der deutschen Geschichte. Dal 1967 al 1969 ha lavorato presso il Deutsches Historisches Institut in Rom (Istituto Storico Tedesco di Roma).
Nel 1969 gli è stata offerta una cattedra all'Università di Düsseldorf. Dal 1975 fino al suo pensionamento nel 1994 ha insegnato come professore di storia medievale presso l'Università Ludwig Maximilian di Monaco, dove è stato responsabile del dipartimento di storia medievale negli studi storici di Monaco di Baviera dal 1985.

## Priorità di ricerca
La dissertazione di Hlawitschka era dedicata alla politica carolingia in Italia. In tal modo, ha indicato come loro misura centrale l'eliminazione dell'intera classe dirigente (longobarda) del regno longobardo, sconfitto da Carlo Magno nel 773/74, e la loro sostituzione con suoi fedeli d'oltralpe, nonché l'insediamento di molti coloni (Franchi, Alemanni, Bavaresi e Borgognoni) in importanti località dell'Italia settentrionale e centrale. In relazione a ciò, nel periodo 774–962 è stato creato un registro prosopografico di tutti i titolari di cariche dell'Italia centrale e settentrionale. La sua successiva collaborazione con Karl Schmid e Gerd Tellenbach all'edizione del Liber memorialis dell'abbazia di Remiremont ha dato l'impulso per il chiarimento critico della serie di badesse di questo monastero del Vosgi nei decenni dal VII al XIII secolo.
Dalla sua intensa occupazione con la storia dell'area lorenese nacquero anche le sue due tesi di abilitazione, Lotharingien und das Reich an der Schwelle der deutschen Geschichte e Die Anfänge des Hauses Habsburg Lothringen. Genealogische Untersuchungen zur Geschichte Lothringens und des Reiches im 9., 10. und 11. Jahrhundert.
Dopo la sua nomina alla cattedra di storia medievale di Düsseldorf, di nuova costituzione nel 1969, si sono potute svolgere in particolare le proficue indagini genealogiche sulla validità dei principi della nomina al trono nell'Impero ottoniano-tedesco - "libera scelta del candidato al trono" da parte dell'alta nobiltà o la sua "determinazione secondo criteri ereditari o di sangue" -, questione molto dibattuta tra i medievalisti. È stato dimostrato che nei decenni dal re Enrico I all'inizio della lotta per le investiture, si applicava il principio della "determinazione del reggente secondo il diritto ereditario". Per le due candidature al trono del margravio Eccardo II di Meißen e del duca Ermanno II di Svevia nel 1002 dopo la morte del giovane imperatore Ottone III (fino ad allora citate come testimonianze della corona per la validità dell'idea della libera elezione), si potrebbe anche dimostrare una scelta ereditaria, come nel caso del duca Enrico (IV) di Baviera, il quale era solo lontanamente imparentato al precedente imperatore.
Sulla prova del lontano sangue ottoniano del duca Ermanno II di Svevia, si sviluppò una lunga disputa di ricerca. Pertanto, Hlawitschka discusse i problemi della genealogia dei Corradinidi del X secolo con Armin Wolf, Donald C. Jackman e Johannes Fried. Il punto di partenza della controversia fu un "nobilissimus comes" Kuno di Öhningen, che non fu menzionato fino al XII secolo nella tradizione della casa Welfen (Genealogia Welforum del 1125/26 [e Historia Welforum del 1167/74]). Secondo questa tarda tradizione, era sposato con una "filia Otthonis Magni Imperatoris [Richlint nomine]". La relazione di Kuno con il duca corradinide Corrado I di Svevia sarebbe stato di grande importanza per quest'ultimo figlio, duca Ermanno II di Svevia, perché avrebbe poi potuto rivendicare una discendenza ottoniana molto stretta. Per quanto riguarda la figura di "Richlint", che non può essere provata nelle fonti contemporanee, si è discusso se fosse una figlia o forse una nipote dell'Imperatore Ottone Magno o semplicemente una pomposa invenzione di uno storico legato ai Welfen, che doveva contribuire all'aumento della reputazione dei Welfen, definendo questi come discendenti della famiglia imperiale. Nel 2003 Hlawitschka ha presentato una "rassegna di 25 anni di disputa di ricerca", e nel 2008 ha confutato gli ultimi tentativi di salvare la cosiddetta "tesi di Richlint".
Oltre a molti studi individuali sulle famiglie aristocratiche europee, Hlawitschka si è dedicato alla creazione di un'opera di riferimento basata su fonti riguardo agli antenati dei re, imperatori e delle loro mogli dell'alto medioevo tedesco, in cui - per quanto possibile - sono presenti gli antenati dei governanti e delle loro mogli fino alle precedenti cinque generazioni (per un totale di 63 antenati) e alcune ipotesi più antiche vengono riviste criticamente. Da allora, i sono stati pubblicati tre volumi di alberi genealogici, corredate da fonti, di 50 sovrani tedeschi e delle loro mogli del periodo 911-1250. Ha anche scritto un libro di studio sulla formazione degli stati e dei popoli europei (840-1046) e riflessioni sulla storia della patria.
Oltre a numerosi libri, Hlawitschka ha scritto e curato oltre 100 articoli su riviste scientifiche, Festschrift e antologie.

## Onori e appartenenze
Ha ricevuto numerosi riconoscimenti e iscrizioni per le sue ricerche. Dal 1979 è membro a pieno titolo della Sudetendeutsche Akademie der Wissenschaften und Künste e dal 1990 al 1994 ne è stato presidente. Nel 1987 ha ricevuto il Sudetendeutscher Kulturpreis. Ha ricevuto il Prix de Liechtenstein nel 1991 dalla Confederation Internationale de Genealogie et d'Heraldique. Inoltre, ha ricevuto la medaglia d'oro dell'Università Comenio di Bratislava nel 1991. L'Heimatkreisverband Leitmeritz e. V. lo ha onorato nel 2001 con la targa Ulrich von Eschenbach. L'Università di Olomouc gli ha conferito la Medaglia al merito nel 2006. La Sudetendeutsche Akademie der Wissenschaften und Künste lo ha premiato nel 2008 con la medaglia "Pro meritis".

## Scritti
Monografie
- Die Ahnen der hochmittelalterlichen deutschen Könige, Kaiser und ihrer Gemahlinnen. Ein kommentiertes Tafelwerk. 2006–2013;
  - Band 1 (in 2 Teilbänden): 911–1137 (= Monumenta Germaniae Historica. Hilfsmittel. Bd. 25, 1 + 2). Hahn, Hannover 2006, ISBN 3-7752-1132-2;
  - Band 2: 1138–1197 (= Monumenta Germaniae Historica. Hilfsmittel. Bd. 26). Hahn, Hannover 2009, ISBN 978-3-7752-1133-8;
  - Band 3: 1198–1250 (= Monumenta Germaniae Historica. Hilfsmittel. Bd. 29). Harrassowitz, Wiesbaden 2013, ISBN 978-3-447-10059-5.
- Konradiner-Genealogie, unstatthafte Verwandtenehen und spätottonisch-frühsalische Thronbesetzungspraxis. Ein Rückblick auf 25 Jahre Forschungsdisput (= Monumenta Germaniae Historica. Studien und Texte. Bd. 32). Hahn, Hannover 2003, ISBN 3-7752-5732-2.
- mit Ermengard Hlawitschka-Roth: Andechser Anfänge. Beiträge zur frühen Geschichte des Klosters Andechs. Eos-Verlag, St. Ottilien 2000, ISBN 3-8306-7025-7.
- Dubkowitz im Böhmischen Mittelgebirge. Erinnertes – Ermitteltes – Erlebtes. Eine Dokumentation. 3. Auflage. Sudetendeutsches Institut. Zentrale Archiv- und Dokumentationsstelle, München 2009, ISBN 978-3-933161-07-9.
- Stirps regia. Forschungen zu Königtum und Führungsschichten im früheren Mittelalter. Ausgewählte Aufsätze. Lang, Frankfurt am Main u. a. 1988, ISBN 3-631-41498-6.
- Untersuchungen zu den Thronwechseln der ersten Hälfte des 11. Jahrhunderts und zur Adelsgeschichte Süddeutschlands. Zugleich klärende Forschungen um „Kuno von Öhningen“ (= Vorträge und Forschungen. Sonderbd. 35). Thorbecke, Sigmaringen 1987, ISBN 3-7995-6695-3 (online).
- Vom Frankenreich zur Formierung der europäischen Staaten- und Völkergemeinschaft 840–1046. Ein Studienbuch. Wissenschaftliche Buchgesellschaft, Darmstadt 1986, ISBN 3-534-03566-6.
- Die Anfänge des Hauses Habsburg-Lothringen. Genealogische Untersuchungen zur Geschichte Lothringens und des Reiches im 9., 10. und 11. Jahrhundert (= Veröffentlichungen der Kommission für Saarländische Landesgeschichte und Volksforschung. Bd. 4, ISSN 0454-2533 (WC · ACNP)). Minerva-Verlag Thinnes u. Nolte, Saarbrücken 1969 (Digitalisat).
- Lotharingien und das Reich an der Schwelle der deutschen Geschichte (= Schriften der Monumenta Germaniae Historica. Bd. 21, ISSN 0080-6951 (WC · ACNP)). Hiersemann, Stuttgart 1968.
- Studien zur Äbtissinnenreihe von Remiremont (7.–13. Jh.) (= Veröffentlichungen des Instituts für Landeskunde des Saarlandes. Bd. 9, ISSN 0537-801X (WC · ACNP)). Institut für Landeskunde im Saarland, Saarbrücken 1963.
- Franken, Alemannen, Bayern und Burgunder in Oberitalien. (774–962). Zum Verständnis der fränkischen Königsherrschaft in Italien (= Forschungen zur oberrheinischen Landesgeschichte. Bd. 8, ISSN 0532-2197 (WC · ACNP)). Alber, Freiburg (Breisgau) 1960 (Zugleich: Freiburg (Breisgau), Universität, Dissertation, 1956).

Redattore
- Königswahl und Thronfolge in ottonisch-frühdeutscher Zeit (= Wege der Forschung. Bd. 178). Wissenschaftliche Buchgesellschaft, Darmstadt 1971, ISBN 3-534-04166-6.
- mit Karl Schmid und Gerd Tellenbach: Liber memorialis von Remiremont (= MGH Libri memoriales. Bd. 1). 2 Teilbde., Weidmann, Dublin/Zürich 1970, Nachdruck Monumenta Germaniae Historica, München 1981, ISBN 3-921575-88-5.
- Schriften der Sudetendeutschen Akademie der Wissenschaften und Künste. Bd. 8, München 1988; Bd. 13, München 1991; Bd. 20, München 1999; Bd. 23, München 2002; Bd. 26, München 2005; Bd. 29, München 2009, Bd. 32, München 2012, hrsg. jeweils von E. Hlawitschka.
- Die Politik von Dr. Edvard Beneš und Mitteleuropa. Verlag-Haus Sudetenland, München 1994.
- Münchener Historische Studien, Abteilung Mittelalterliche Geschichte, hrsg. Bd. 3-6, 1985-1994, von E. Hlawitschka.
- Königswahl und Thronfolge in fränkisch-karolingischer Zeit (= Wege der Forschung. Bd. 247). Wissenschaftliche Buchgesellschaft, Darmstadt 1975, ISBN 3-534-04685-4.